# Diamantinatief
Koordinaten: 35° 0′ 0″ S, 104° 0′ 0″ O

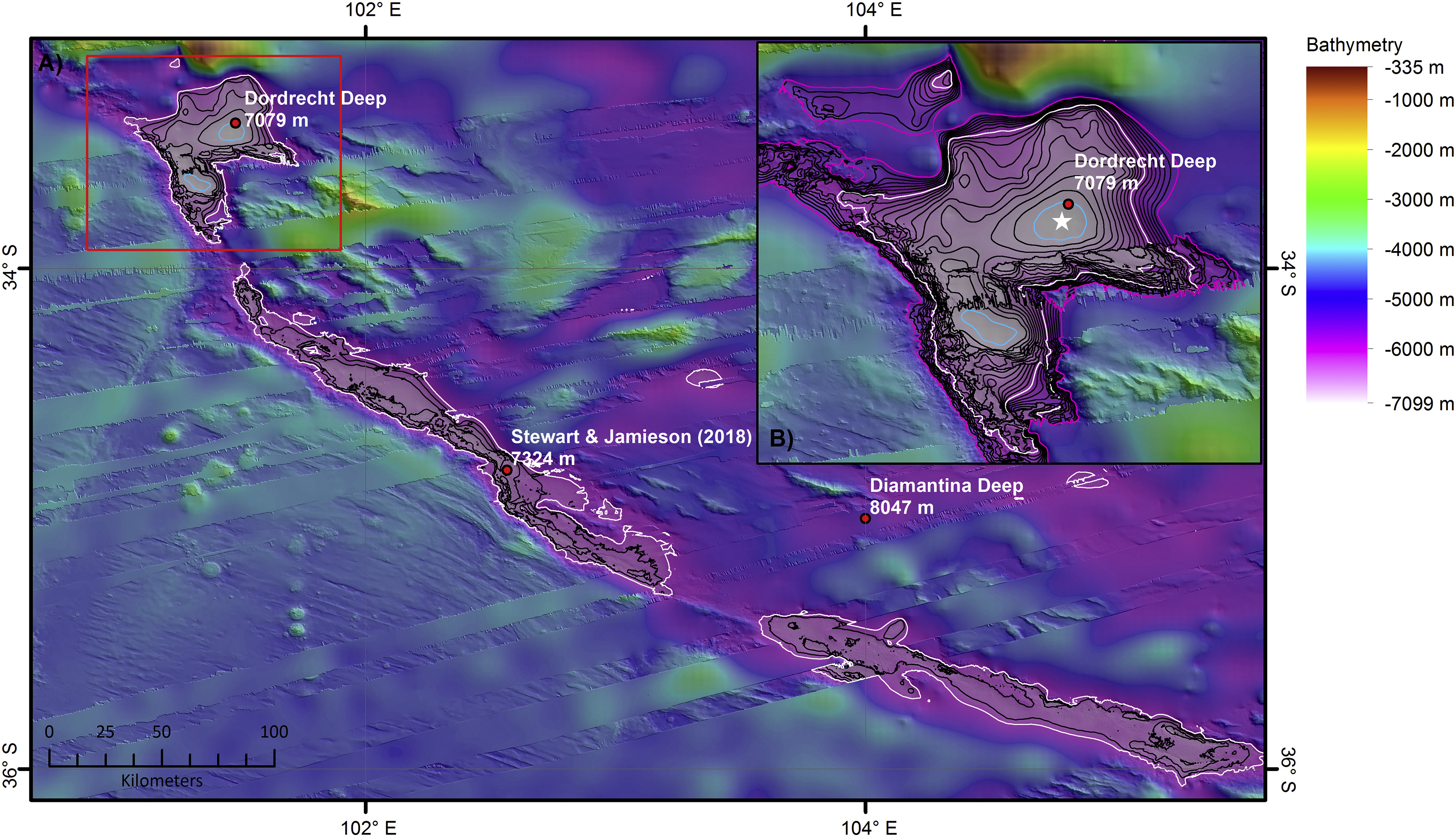
Ausschnitt der Diamantina Fracture Zone, 2019, mit dem außerhalb der tiefsten Zonen liegenden, roten Punkt mit der angeblichen Position des Diamantinatiefs laut GEBCO

Diamantinatief bezeichnete ein Meerestief in der Diamantina Fracture Zone im südostindischen Becken, das laut GEBCO Undersea Feature Names Gazetteer mit einer Tiefe von 8047 m als tiefster Punkt des Indischen Ozeans ausgewiesen war. Dies ging auf Untersuchungen des australischen Marineschiffs Diamantina im Jahr 1960 zurück.
Im Jahr 2019 untersuchte eine Expedition von Victor Vescovo, die mit dem Tauchboot Limiting Factor die tiefsten Punkten aller Ozeane erreichen wollte, das Gebiet mit einem Lander und einem Fächerecholot. Bei der Kartierung wurde in der Diamantina Fracture Zone allerdings nur eine maximale Tiefe von 7019 m± 17 m festgestellt und diese befand sich an der Stelle des Dordrechttiefs. Die angegebene Position des Diamantinatiefs bei 35° Süd und 104° Ost liegt außerhalb der eigentlichen Diamantina Fracture Zone bei Tiefen von etwa 5300 m. Stewart und Jamieson kommen in einer Übersichtsstudie zu dem Schluss, dass falls der Name „Diamantinatief“ beibehalten werden soll, seine Position in die Bruchzone verschoben werden muss – allerdings wäre unklar, wohin genau. Die tiefste Stelle des Indischen Ozeans wird seitdem im Javagraben verortet.